# Гондкув
Гондкув (пол. Gądków, нім. Mönchhof) — село в Польщі, у гміні Вондрожі-Великі Яворського повіту Нижньосілезького воєводства.
Населення — 147 осіб (2011).
У 1975-1998 роках село належало до Легницького воєводства.

## Демографія
Демографічна структура станом на 31 березня 2011 року:
|          | Загалом | Допрацездатний вік | Працездатний вік | Постпрацездатний вік |
| -------- | ------- | ------------------ | ---------------- | -------------------- |
| Чоловіки | 69      | 21                 | 42               | 6                    |
| Жінки    | 78      | 14                 | 45               | 19                   |
| Разом    | 147     | 35                 | 87               | 25                   |